# Terje Moe Gustavsen

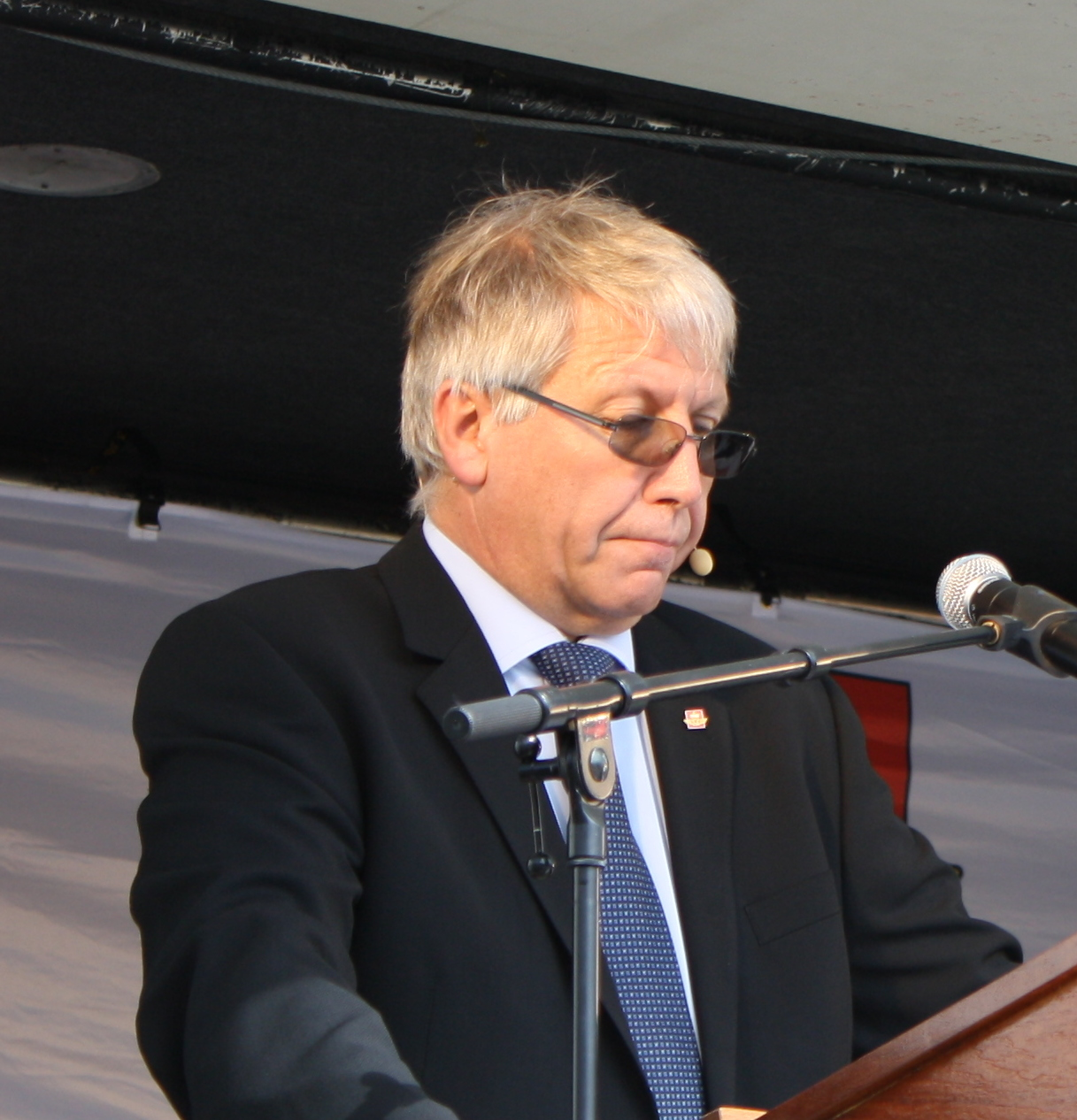
Terje Moe Gustavsen, 2010

Terje Moe Gustavsen (* 20. Oktober 1954 in Larvik; † 4. Mai 2019 in Oslo) war ein norwegischer Beamter, Gewerkschafter und Politiker der Arbeiderpartiet (Ap). Er war von März 2000 bis Oktober 2001 der Verkehrsminister seines Landes. Von 2007 bis 2019 fungierte er als Direktor bei der Straßenbaubehörde Statens vegvesen.

## Leben
Gustavsen kam als Sohn eines Maschinenunternehmers und einer Hausfrau in Larvik zur Welt. Im Jahr 1970 schloss er die Grundschule ab und er arbeitete anschließend in unterschiedlichen Positionen beim norwegischen Postdienst Postverket. Danach war er als Sekretär und stellvertretender Vorsitzender der norwegischen Postorganisation Den norske Postorganisasjon tätig. In den Jahren 1985 bis 1987 wirkte Gustavsen als Vorsitzender der Organisation. Zwischen 1983 und 1987 saß er zudem im Kommunalparlament von Vestby.
Nach 1987 engagierte Gustavsen sich beim Gewerkschaftsdachverband Landsorganisasjonen i Norge (LO), wo Gustavsen in verschiedenen Führungspositionen tätig war. So war er von 1987 bis 1990 der Sekretär des Statstjenestemannskartellet und anschließend bis 1999 der Vorsitzende. Seine Zeit dort wurde unterbrochen, als er am 27. Juni 1997 zur Staatssekretär für Statsminister Thorbjørn Jagland im Statsministerens kontor, also der Staatskanzlei, ernannt wurde. Gustavsen blieb dabei nur wenige Monate bis zum Abtritt der Regierung Jagland am 17. Oktober 1997 im Amt. In der Zeit von 1992 bis 1999 saß er im Vorstand seiner Partei. Von 1999 bis 2000 war er als Strategiedirektor bei Telenor tätig.
Am 17. März 2000 wurde Gustavsen zum Verkehrsminister in der neu gebildeten Regierung Stoltenberg I ernannt. Er übte dieses Amt bis zum Abtritt der Regierung am 19. Oktober 2001 aus. Nach seiner Zeit als Minister fungierte er zwischen 2002 und 2005 als Direktor des Arbeitgeberverbands NAVO (ab 2007: Arbeidsgiverforeningen Spekter). Anschließend war er bis 2007 Personalchef bei der Fluggesellschaft SAS Braathens und 2007 arbeitete er als Sonderberater bei der Arbeidsgiverforeningen Spekter. Ab 2007 war er bis zu seinem Tod im Mai 2019 Direktor der norwegischen Straßenbaubehörde Statens vegvesen.
Gustavsen starb am 4. Mai 2019 im Alter von 64 Jahren, nachdem er wegen einer Lungeninfektion im Krankenhaus behandelt worden war.